# Khok Sung (huyện)
Khok Sung (tiếng Thái: โคกสูง) là một huyện (amphoe) ở phía đông của tỉnh Sa Kaeo, phía đông Thái Lan.

## Địa lý
Các huyện giáp ranh (từ phía nam theo chiều kim đồng hồ) là: Aranyaprathet, Watthana Nakhon và Ta Phraya of tỉnh Sakaeo, và về phía đông Banteay Meanchey của Campuchia.

## Lịch sử
Tiểu huyện (king amphoe) được lập ngày 15 tháng 7 năm 1996 với khu vực tách ra từ Ta Phraya
.
Theo quyết định của chính phủ Thái Lan vào ngày 15 tháng 5 năm 2007, tất cả 81 tiểu huyện đều được nâng lên thành huyện. Với việc đăng công báo ngày 24 tháng 8, việc nâng cấp này thành chính thức
.

## Hành chính
Huyện này được chia thành 4 phó huyện (tambon), các đơn vị này lại được chia ra thành 38 làng (muban). Không có khu vực đô thị, có 4 Tổ chức hành chính tambon.
| STT. | Tên         | Tên Thái  | Số làng | Dân số |  |
| ---- | ----------- | --------- | ------- | ------ |  |
| 1.   | Khok Sung   | โคกสูง     | 10      | 6.780  |  |
| 2.   | Nong Muang  | หนองม่วง   | 13      | 9.492  |  |
| 3.   | Nong Waeng  | หนองแวง   | 9       | 6.356  |  |
| 4.   | Non Mak Mun | โนนหมากมุ่น | 6       | 3.058  |  |